# 豆老島
豆楼島（朝鮮語：두루섬）是位於朝鮮民主主義人民共和國平壤市中區域大同江上最大的一個河島，面積為3.2㎢，與羊角島、綾羅島隔江相望。島上以完好的自然環境著稱，保有較完全的綠地。